# Ян Топлес
Ян Топлес, справжнє ім'я — Лапотков Ян Валерійович (рос. Лапотко́в Ян Вале́рьевич; нар. 4 березня 1987, Саранськ, Мордовська АРСР, РРФСР, СРСР) — російський відеоблогер та телеведучий. Автор і власник науково-розважального YouTube-каналу «Топлесс».

## Біографія
Ян Лапотков народився 4 березня 1987 року у Саранську. У дитинстві займався боротьбою. Улюблені предмети у школі: фізика та фізкультура. Закінчив школу № 38 міста Саранська, вступив до військового кадетського училища, навчався на кравця та рекламника в МДУКІ.
Одразу після закінчення школи у 15 років поїхав до Москви. У Москві Ян працював рознощиком листівок, продавцем спідньої білизни, маркетологом, монтажером відео. Намагався освоїти професії військового льотчика, кравця та маркетолога, здобув незакінчену вищу освіту в МДУКІ на факультеті реклами.
У 2011 році влаштувався монтажером на CarambaTV.ru, де монтував випуски Максима +100500, а також писав для нього сценарії, режисував на майданчику та виступав як ведучий. Паралельно пробував себе у блогінгу, знімаючи короткі відео для платформи Vine.
2013 року став автором науково-популярного YouTube-каналу «Топлесс».

### Особисте життя
2022 року одружився з Катериною Адаричовою.

## Творчість
Свій перший розважальний проект «Я не Каспар» Ян запустив у 2011 році і публікував у ньому виключно розважальний контент, знімаючи відео зі своїми друзями, які потім стали частиною його команди.
Основний канал «Топлес» було створено у 2013 році. На ньому Ян публікує науково-популярні відео на тему фізики, астрономії, біології та інших наук, а також на тему мистецтва, культури та на суспільно значущі теми, що торкаються питань гендеру та теорії поколінь.
Свої відео Ян часто записує у місцях, пов'язаних з їхньою темою. Так, наприклад, у червні 2018 року він провів випуск у «Ермітажі».
2021 року Ян відкрив свій TikTok-канал Топлес.

### Робота на телебаченні
У лютому 2021 року став одним із ведучих зіркового 10-го сезону шоу «Орел і решка» і вирушив разом із Надею Сисоєвою до Панами.
У серпні 2021 року був запрошений на телеканал 2x2, де став автором та ведучим передачі «Топлес ТВ».

### Участь в інших проектах
25 листопада 2016 року взяв участь у далекосхідній конференції з розвитку соціальних мереж «Інстаюність 2016» у Комсомольському-на-Амурі державному університеті.
У 2017 і 2018 роках брав участь у фестивалі відеоблогерів «Видфест».
24 березня 2018 року взяв участь у фестивалі «Киберкон» у Краснодарі.
У 2017 та 2018 роках брав участь у фестивалі «Відеожара» у Києві.
8 липня 2018 року провів фінал першого всеросійського змагання Science Slam School, організатором якого виступили Асоціація Science Slam Росія та Фонд інфраструктурних та освітніх програм.
15 вересня 2018 року взяв участь у міжнародному фестивалі відеоблогерів Vidak.
15 березня 2019 став першим за 4 сезони переможцем YouTube-шоу видавництва «Афіша» «Впізнати за 10 секунд», обійшовши при цьому музичних зірок: Майка Шиноду з «Linkin Park», групу «Papa Roach», Діму Білана та Івана Дорна.

## Рейтинги та нагороди
8 вересня 2017 року отримав премію «Лайк за знання» на фестивалі «Відфест».
30 січня 2019 року посів перше місце у рейтингу 5 освітніх каналів у жанрі наукпоп, який складала команда YouTube.
21 червня 2019 року заняв друге місце в списку «П'ять каналів Труби, що ведуть молодь до науки».
У 2020 році був номінований у «Третій церемонії вручення нагород у галузі веб-індустрії» у категорії «Пізнавальний онлайн-проект року».